# Slatina (miasto Loznica)
Slatina (cyr. Слатина) – wieś w Serbii, w okręgu maczwańskim, w mieście Loznica. W 2011 roku liczyła 151 mieszkańców.